# 貞広正
貞広 正（さだひろ ただし、1943年2月27日 - ）は、日本の経営者。

## 経歴
香川県出身。1965年に横浜国立大学経済学部を卒業し、同年に三菱商事に入社。2001年に日本ケンタッキー・フライド・チキンに転じ、2002年4月に社長に就任。2006年2月には顧問に就任。